# Amerika Plads
Amerika Plads (deutsch „Amerikaplatz“) ist der Name eines Viertels im Kopenhagener Stadtteil Østerbro rund um den namensgebenden öffentlichen Platz.

## Geschichte und Hintergrund
Das Viertel befindet sich am südlichen Ende des Kopenhagener Hafenviertels und grenzt an den ehemaligen Freihafen von Kopenhagen, der aufgrund der zunehmenden Verlagerung des Verkehrs auf die Straße 1985 geschlossen wurde. In den 1990er Jahren wurde die Neuwidmung des Geländes diskutiert, um ein dichtes und aktives städtisches Umfeld mit vielfältigen Funktionen und unterschiedlicher Architektur zu schaffen. Hierzu wurde teilweise die bestehende Bebauung renoviert und modernisiert, zudem wurden moderne Gebäude integriert. Ergebnis der Umgestaltung ist ein gemischt genutztes Viertel, das aus Wohnungen, Büros und Einzelhandelsgeschäften besteht und umgebaute historische Gebäude mit moderner Architektur kombiniert. Der Name des Platzes und der daraus abgeleitete Name des Viertels, ist eine Anspielung auf die Amerikabåten, d. h. große Passagierschiffe, die insbesondere in der ersten Hälfte des 20. Jahrhunderts dänische Auswanderer nach New York City brachten.
Etliche Finanzdienstleistungs- sowie Wirtschaftsprüfung- und Beratungsunternehmen und Anwaltskanzleien haben ihren Hauptsitz im Viertel gefunden. Hierzu gehören unter anderem
die Versicherungsgesellschaften Lærerstandens Brandforsikring und LB Forsikring til PFA, KPMG Dänemark und Plesner. Daneben befinden sich die australische Botschaft sowie die Vertretung der dänischen Regionen im Viertel.

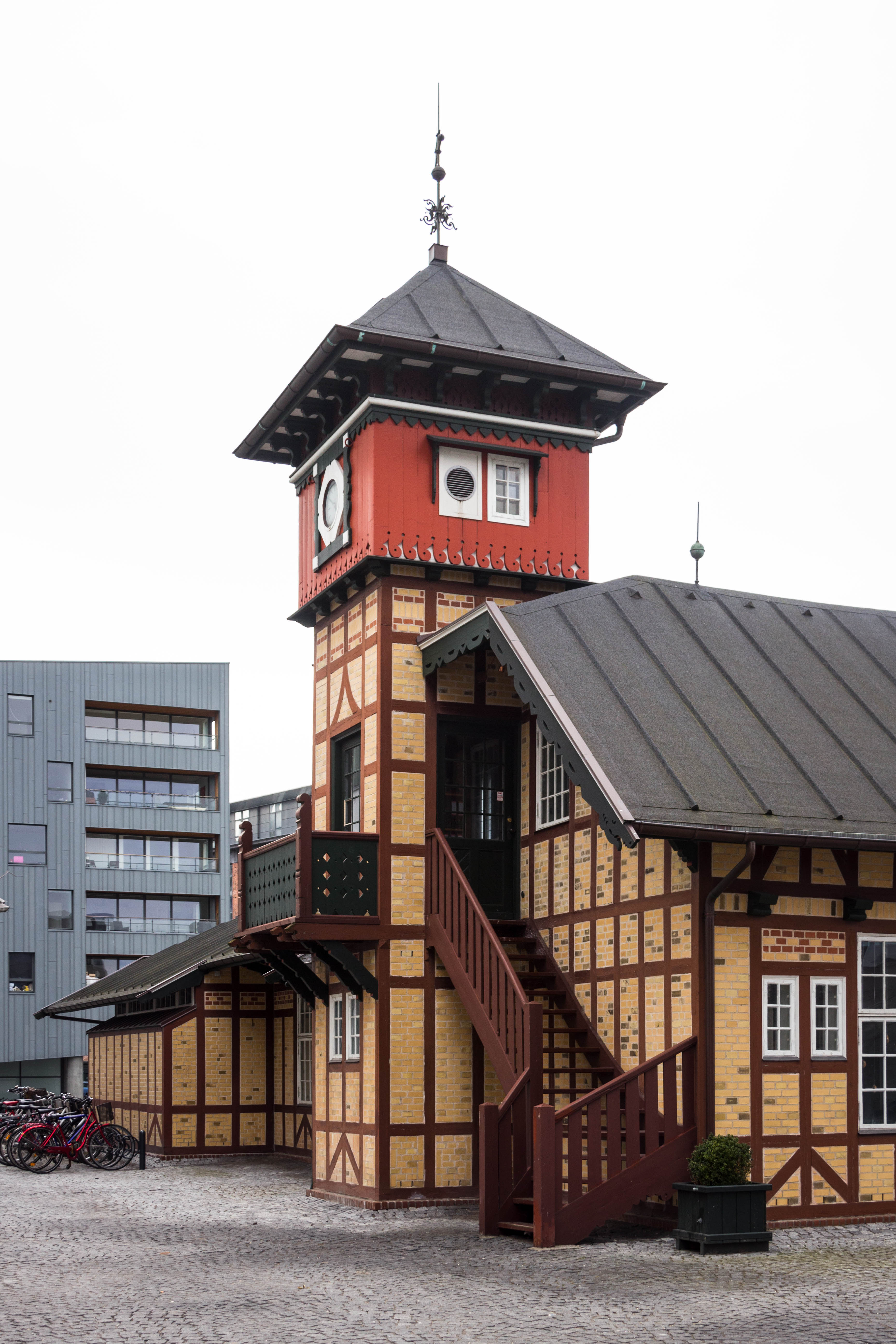
Ehemaliges Bahnhofsgebäude der Freihafeneisenbahn Kopenhagen
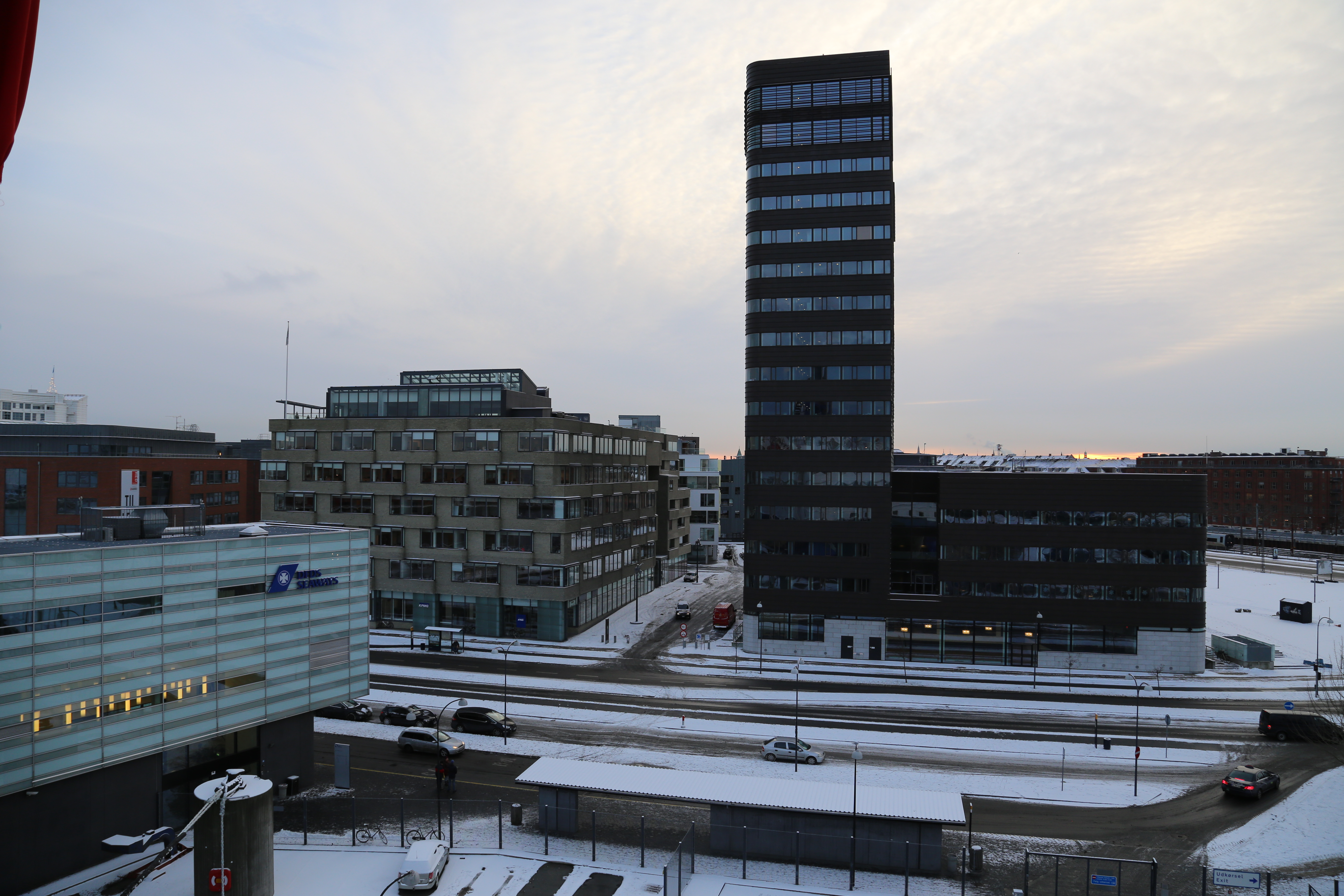
Firmensitze von Christiania Shipping (m.) und Plesner (r.) sowie DFDS-Terminal im Vordergrund (l.)
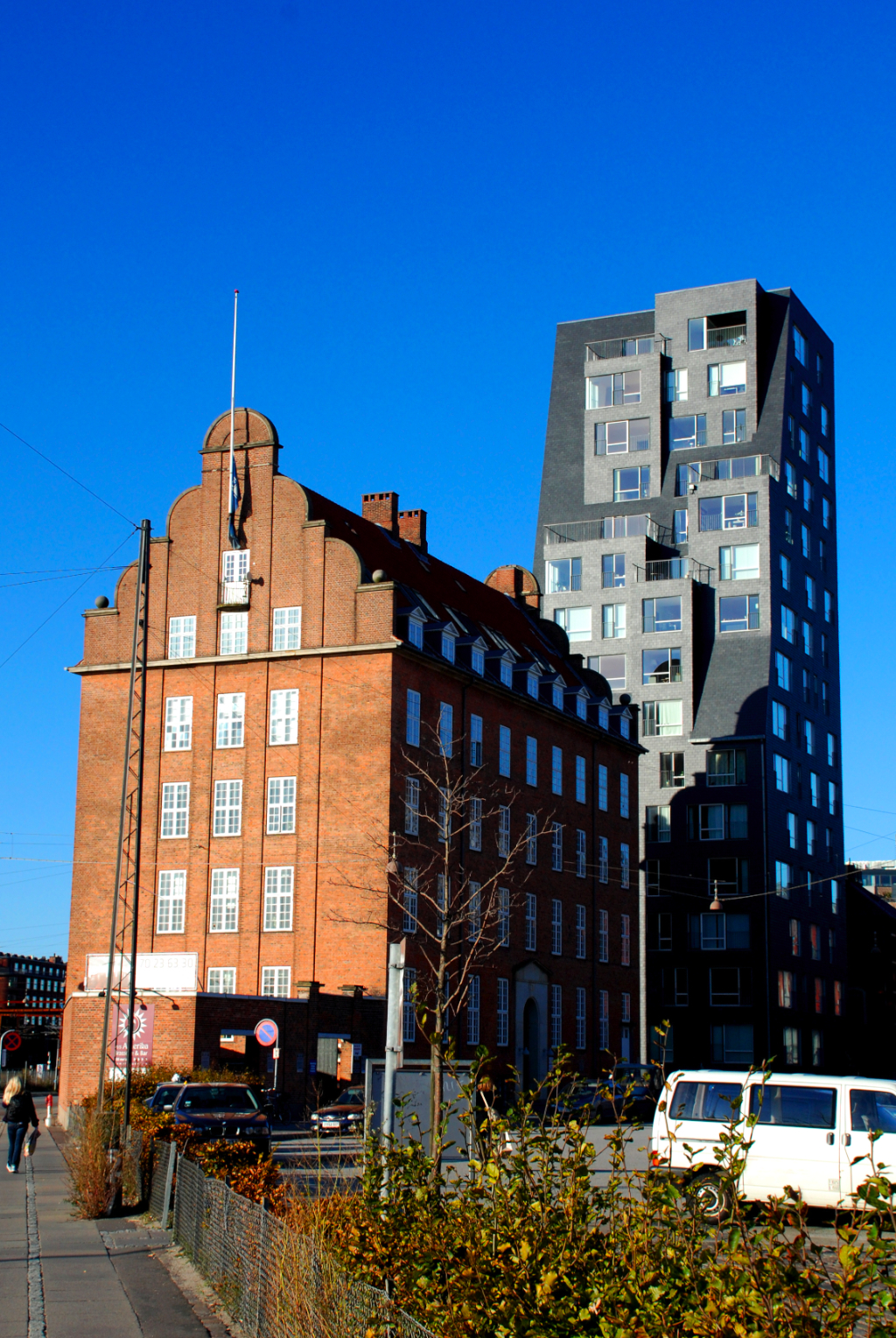
Alt vs. Neu – Mischung aus traditioneller Bebauung und moderner Architektur
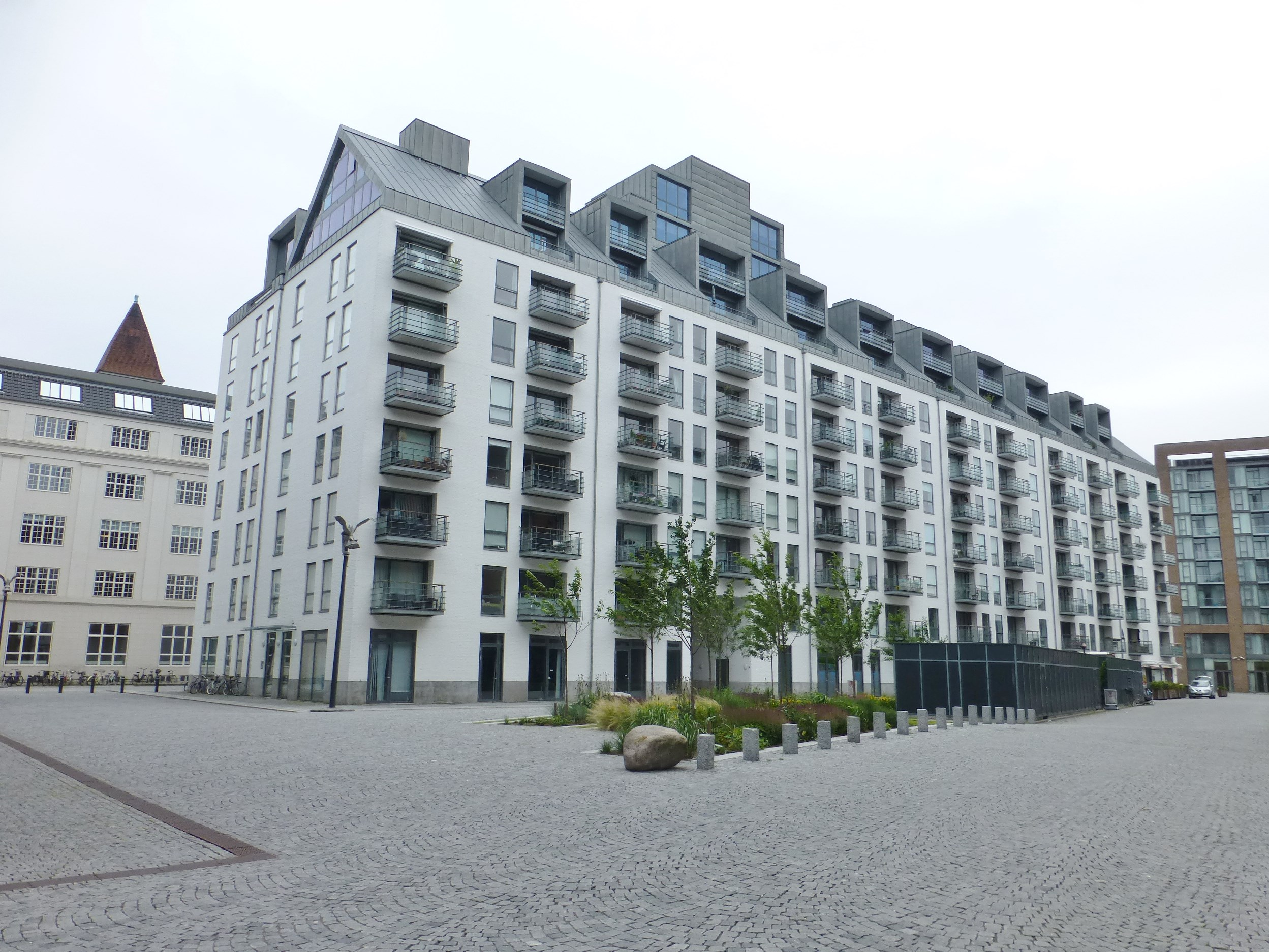
Wohngebäude